# Francesco Speroni
Pour les articles homonymes, voir Speroni.
Francesco Enrico Speroni (né le 4 octobre 1946 à Busto Arsizio) est un homme politique italien, de la Ligue du Nord (LN).

## Biographie
Mécanicien de vol de profession, il obtient une maîtrise en science politique en 1975.  Il est président de l'Association des mécaniciens de bord de 1980 à 1981.
Sa carrière politique débute sur le plan local : il est successivement membres des conseils municipaux d'Albizzate (1986), de Samarate (1986-1990), puis de Busto Arsizio (depuis 1990), dont il est président depuis 1993. En 1990, il est élu au conseil régional de Lombardie, dont il devient président de la commission des affaires institutionnelles.
Il devient sénateur en 1992 et il est ministre des Réformes institutionnelles du gouvernement Silvio Berlusconi I (1994-1995).
De 1999 à 2014, il est député européen. Il copréside le groupe Europe libertés démocratie (ELD) avec Nigel Farage de 2009 à 2014.